# Vêtement biologique
Un vêtement biologique  est un vêtement dont la mesure de son impact du l’environnement est proche de ou équivalent au neutre. De ce fait, il est fabriqué à partir de matériaux cultivés dans le respect des normes de l'agriculture biologique (coton, de jute, de soie, de lin ou encore de laine), qui interdisent l'usage de certains produits chimiques comme les herbicides, les pesticides chimiques, ou les OGM. Au-delà de la production des fibres elles-mêmes, les vêtements écologiques ont généralement recours à des teintures, des traitements et des techniques d'assemblages plus respectueuses de l'environnement.

## Vêtements écologiques: entre promotion etgreenwashing
La part des influenceurs dans la promotion de la sustainable fashion (mode éthique) est reconnue par l'Organisation des Nations Unies en 2019. Les influenceurs pour qui le bien-être de l'environnement est un incontournable, montrent qu'il n'y a pas besoin de faire un choix entre son apparence et un comportement écoresponsable. Dans leurs discours, des influenceurs comme les mannequins Critina Cordula ou encore Amma Aburam, encouragent les consommateurs à se tourner vers les magasins dont les spécialités sont le recyclage des tissus et/ou la fabrication de vêtements bio.
Néanmoins, des acteurs de la protection de l’environnement, comme la journaliste Magali Moulinet-Govoroff, mettent en garde contre les enseignes qui pratiqueraient le green washing.

### Labels
De la même manière que l'agriculture biologique possède un label garantissant le respect d'une charte de production stricte en faveur de l'environnement; la filière du vêtement aussi développe ses labels (dit écolabel). Selon les critères des consommateurs, ceux-ci peuvent retrouver des labels commerces équitables et/ou écoresponsables.
Un label écologique est décerné à un vêtement ou une entreprise qui saura maintenir un impact pratiquement neutre sur l'environnement, de la production de sa matière première jusqu'à la vente du produit fini ; voire la manière de s'en débarrasser (organisation d'un recyclage par exemple).
Beaucoup de labels différents ont été mis en place pour une mode écoresponsable. Concernant spécifiquement les vêtements bio, on connait à ce jour Global Organic Textile Standard l'écolabel européen ou encore écocert.
Certains labels sont aussi créés pour vanter les vertus de certains produits, comme le label BCI (Better Cotton Initiative). Ce dernier admet un travail sur la production et l'usage du coton plus raisonné que l'industrie classique. Cependant, il ne certifie pas que le vêtement est biologique. Le flou lié à la création de labels dans une période d'intense sensibilisation au réchauffement climatique trompe le consommateur (de manière volontaire ou non). Se renseigner sur ces labels est par conséquent essentiel pour identifier un vêtement biologique.
De faux écolabels, qui ne correspondent à aucun engagement concret, se sont autoproclamés.

## Les fibres
Pour mieux comprendre ce qu'est un vêtement biologique, il est important de comprendre comment un habit est fabriqué. Avant d'obtenir le produit fini, il faut fabriquer des étoffes, elles-mêmes composées de fibres. Ces fibres sont obtenues par la transformation d'une matière (plantes, animaux, composés chimiques) en une autre (fils, cuirs, fibres chimiques...). Ainsi, pour obtenir un vêtement biologique, il est important d'en connaître les origines. En fonction de la matière première choisie, les enjeux environnementaux sont différents.
Il existe deux grandes catégories de fibres : les naturelles et les synthétiques. Celles-ci se subdivisent en fibres végétales (coton, lin), animales (cuir, soie) pour les matières dites naturelles; et cellulosique (cellulose) ou synthétiques (nylon, polyamide).
En 2007, la production de fibres naturelles mondiales était majoritairement faite de laine (brute : 1.6%) et de coton (brut: 35.7%). Elle représentaient 37.3% de la production mondiale, alors que les matières synthétiques (57.9%) et cellulosiques (4.7%) représentaient 62.7%.
Les labels spécifiques à certaines matières permettent d'en connaitre les origines et/ou les traitements qu'elles ont subis, comme RWS Responsible Wool Standard pour la laine ou encore Naturleder pour le cuir.
Un vêtement fait à partir de fibres biologiques n'est pas forcément un vêtement biologique, du fait de la transformation qu'il peut subir entre le tissage et la vente.

### Les fibres synthétiques
Communes dans la fabrication de vêtements depuis la découverte du Nylon en 1937, les fibres synthétiques représentent une grande partie des matières utilisées pour les habits dans le monde.
Comme le nom l'indique, la fibre synthétique n'est pas produite naturellement, mais d'une transformation chimique. Principalement produite à base de pétrole (70% des fibres synthétiques en 2018 étaient issues de la pétrochimie), ces fibres sont l'une des premières causes de pollution des écosystèmes. Depuis 1950, cela représente 5.6 millions de tonnes de microfibres synthétiques (dont plastique) déversées dans la nature (sols, océans, animaux...),.
En 2015, le polyester représentait 39.7 millions de tonnes des fibres utilisés.
Certaines matières, comme celles à base de cellulose (naturellement trouvée dans les végétaux, puis transformée chimiquement), peuvent avoir des procédés vertueux pour l'environnement, sans être pour autant neutre. Le Lyocell et le modal sont des exemples de ces matières synthétiques issues de sources végétales dont l'impact écologique peut être limité en fonction des méthodes de production.

### Les fibres végétales
L'usage des fibres naturelles, notamment pour le textile, baisse : en 2000 elles étaient présentes dans 42% des ventes mondiales de textile, mais ne sont plus qu'à 40% en 2004. Leur potentiel écoresponsable, avec une agriculture biologique, n'est plus à démontrer.
Les fibres végétales ne sont pas toujours synonymes de vertus écologiques; car tout dépend de l’intensité de la production, les traitements de la matière et sa consommation d'eau.
Ces fibres sont utilisées par l'humain depuis très longtemps; mais l'industrie moderne s'approprie de plus en plus des matières premières alternatives aux plus communes (coton, lin), comme le sisal ou encore le bambou.

#### Le chanvre
D’origine indienne, le chanvre est en de nombreux point similaire au lin : il consomme peu d'eau et ne nécessite une intervention chimique, si nécessaire, que très limitée. À l'instar du lin, le chanvre a une capacité d’absorption du CO2 très élevée. Produit en Europe, son rendement est plus intéressant que celui du coton.
Pour un chanvre bio, il faut que ses méthodes de culture respectent les conditions d'agriculture biologique.

#### Le coton
La culture du coton non bio est considérée comme l'une des plus polluantes de la planète, du fait de sa surproduction ainsi que la surconsommation de produits chimiques (pesticides, insecticides...). Elle est aussi l'une des plantes les plus gourmandes en eau de l'industrie du textile. Très exigeante d'un point de vue climatique, cette plante ne peut être cultivée que dans des climats subtropicaux, comme l'Amérique du sud, la Chine ou encore l'Inde, qui assure 51% de la production de coton bio dans le monde,.
La culture du coton ne couvre que 2,5 % des terres cultivées de la planète. Pourtant, elle utilise à elle seule 16 % de tous les insecticides, plus que n'importe quelle autre récolte,,. Pour 1kg de coton, il faut compter environ 5000 à 17000 litres d'eau; pour une production écologique ou non.
La culture du coton écologique a la particularité de ne pas utiliser des produits chimiques agricoles de synthèse (engrais ou pesticides). Sa production favorise et renforce aussi la biodiversité et les cycles biologiques. Plus que cela, le coton écologique retient mieux l'humidité environnante et requiert en moyenne 60% moins d'apport en eau.
Aux États-Unis, pour être labellisées bio, les plantations de coton doivent également respecter les normes mises en vigueur par le National Organic Program (NOP) sous l'égide du Département de l'Agriculture des États-Unis (USDA). Cet organisme définit les pratiques autorisées pour le contrôle des pesticides, la culture, l'utilisation d'engrais et la gestion des récoltes biologiques.
Le coton bio peut être recyclé.

#### Le lin
Les deux tiers de la production du lin sont assurés par les pays européens (dont la France (notamment en Normandie), la Belgique et les Pays-Bas), du fait des exigences climatiques de la plante. Néanmoins, des pays comme l'Inde sont aussi connus pour sa culture. Actuellement, les vêtements en lin représentent environ 150 000 tonnes de vêtements (contre 20 millions de tonnes en coton), et seulement une centaine de tonnes en lin biologique. Cela représente 150 000 tee-shirts sur les 300 millions vendus en France.
Le lin est considéré comme l'une des sources de fibres textiles les plus écologiquement vertueuses du marché. En effet, sa culture ne nécessite pas d’aménagement des eaux particulier et pratiquement aucun usage de la chimie. De plus, il a l'avantage de stocker une importante quantité de CO2, même sur de petites surfaces de culture. En 2020, selon les observations du gouvernement, sur toutes les surfaces agricoles et d'élevages, seulement 7,5% sont biologiques. Concernant le lin, seul 1% de la production de la plante est certifié agriculture biologique. Cependant, la tendance est à encourager ce type de production, même si la culture du lin est moins polluante comparée à celle du coton, notamment pour préserver la qualité des eaux souterraines dont les populations dépendent. On estime que la valeur monétaire et les vertus biologiques du lin biologique sont cinq à dix fois plus élevées que celle du blé même si sa production demande de la patience (on ne ressème que tous les huit ans).
L'étape du rouissage est délicate concernant l'environnement. Si une technique traditionnelle (laisser la plante macérer à même le sol) n'est pas un danger particulier pour l'environnement, mais celle du rouissage à l'eau l'est. Cela consiste à faire macérer les pailles de lin dans de l'eau. Certes, ça accélère le processus, mais sans traitement lourd l'eau résultante est nocive pour les plantes, les animaux et les humains.
Entièrement biodégradable, la fibre de lin biologique, les vêtements fabriqués avec  cette matière ont la particularité d'être solides et légers, mais se froissent facilement.
Une fibre issue de l'agriculture biologique européenne est recommandée.

#### Le jute
Principalement produit au Bangladesh, le jute est la deuxième plante de textile la plus cultivée au monde après le coton. Son utilisation est surtout pour l'industrie agroalimentaire (le sac à patates par exemple), produit de décoration ou combustible. Du fait de sa texture, elle est relativement peu utilisée pour les vêtements.
Le jute ne possède pas de contrainte environnementale particulière si ce n'est son mode de production. En suivant une agriculture biologique, ce qui exclut le rouissage à l'eau, cette plante est une bonne alternative aux fibres synthétiques. Effectivement, elle n'a pas besoin de quantité particulière de soins chimiques (pesticide) ni d'engrais.
À l'instar du coton, il est très strict sur ses besoins climatiques: il aime le chaud et l'humide. Il est aussi très gourmand en eau. Néanmoins, comme le lin ou le chanvre, le jute a une très bonne capacité d’absorption du CO2.

### Fibres animales
Les fibres issues d'animaux les plus communes sont le cuir et la laine. D'autres matières, considérées comme plus luxueuses sont également utilisées : la peau de reptile, la soie de ver ou la soie d'araignée, le cachemire, le vison... Ce qui fait une matière animale biologique, dans le monde de la mode, est aussi bien l'alimentation de l'animal et le traitement des matières obtenues que le bon traitement des animaux. Le principe est le suivant : un animal en bonne santé fournit une matière de meilleure qualité. Un second principe rejoint le premier : l'élevage et la mise à mort d'un animal uniquement pour sa peau ou sa fourrure ne sont pas considérés comme éthiques.

#### Le cachemire
Le cachemire n'est a priori pas une matière considérée écologique, pour un certain nombre de raisons, la principale étant l'état actuel de sa production. Cette matière très douce avait une utilisation en Occident principalement réservée à l'industrie du luxe, jusqu'à ce que des marques de prêt-à-porter plus populaires ne se l'approprient.
Or le cachemire ne peut être produit que par un seul animal, le Capra hircus laniger, une chèvre de haute montagne que l'on trouve principalement en Mongolie et en Mongolie-Intérieure, et marginalement au Cachemire ou au Tibet. Cette dernière ne produit sa laine que si elle est exposée au froid des hauts plateaux asiatiques.
Du fait de la très forte demande, les troupeaux augmentent en taille et en nombre. Ces troupeaux épuisent les lieux de pâturage. Pour répondre aux demandes et à cause du réchauffement climatique, les troupeaux sont déplacés dans des régions plus froides. Ce broutage des chèvres détruit l'environnement local, créant une désertification de la région. Il est aussi important de mettre en avant la maltraitance que, comme les moutons, les chèvres de cachemire subissent.
Pour un cachemire biologique, les labels d'agriculture biologique, raisonnée et contrôlée sont nécessaires. Le recyclage de ces fibres est recommandé, car la laine maintient une qualité que l'industrie actuelle ne peut plus produire.

#### La laine
Bien que peu polluante en soi, la production de laine n'a pas un rendement élevé : pour 1kg de laine à la tonte, seulement 250gr en moyenne de matière brute après tout le processus de nettoyage. Comme la demande est très forte, les troupeaux augmentent, ce qui détruit les environnements locaux. Il est intéressant de prendre en compte la distance entre les troupeaux et les consommateurs de cette laine : si ceux-ci sont principalement dans les pays occidentaux, les moutons sont surtout en Océanie.
Une laine écologique va donc dépendre du nombre de têtes par troupeau, l'état de leurs environnement, les méthodes d'élevage (en plein air par exemple) et la qualité de l'alimentation des bêtes. Elle exclut l'usage des anti-parasitaires chimiques sur les animaux et la pratique du mulesing. Lors du nettoyage des fibres, l'acide sulfurique pendant le nettoyage.
Les recommandations sont les suivantes : choisir des vêtements en laine écologique, de préférence issue de l'élevage européen.

#### Le poil d'alpaga
Le poil d'alpaga est une alternative au cachemire plus vertueuse pour l'environnement. Cet animal est moins gourmand que la chèvre de cachemire et plus résistant que le mouton. L'alpaga peut être élevé partout dans le monde, si bien que la production de laine d'alpage commence même en Angleterre, en France ou aux États-Unis.
Le rendement aux producteurs est positif, ce qui offre de bonnes opportunités de commerce équitable.
À l'instar du cachemire, cette laine est douce et chaude; sa longueur permet une bonne production de fils. Cependant, son avantage principal est qu'elle n'a pas besoin de traitements chimiques particuliers. Ses couleurs naturelles aux nuances très variées permettent de ne pas utiliser de teintures.

#### La soie
La soie est une fibre de qualité issue le plus souvent de ver à soie (larve de papillon), mais aussi d'araignées. Produite en Asie et Europe, elle est une opportunité de vêtement biologique, car la fibre est principalement produite par le Bombyx du mûrier, un papillon qui se nourrit exclusivement de mûrier blanc. De ce fait, l'idée d'une soie écologique est possible avec une agriculture respectueuse de l'environnement.
Cela inclut de règlementer l'usage des produits chimiques dans les processus de fabrication. En Europe les règlementations sont un peu plus strictes que la soie produite en Asie. Sans ces règlementations, des résidus de métaux lourds peuvent être trouvés dans les tissus.
Néanmoins, la question du bien-être animal est a poser: le papillon n'existe pas à l'état sauvage et sa larve est ébouillantée dans le cocon afin d'en prélever les fils de soie. Des méthodes de prélèvement post-éclosion de la chrysalide sont développées, permettant de maintenir l'animal en vie, néanmoins elles sont moins courantes car très couteuses. Une autre solution peut être le Lyocell, une fibre artificielle à base de cellulose végétale biodégradable.

## Les teintures et traitements
Les fibres sont transformées en étoffes, puis en tissu, puis en vêtement. Tout le long de ce processus, le produit subit des traitements différents en fonction de l'effet souhaité. L'ennoblissement textile (désencollage) ou le finissage (sanforisage, sablage, anti-délavage, l'anti-infroissabilité, imperméabilisation...) ont en commun de consommer beaucoup d'eau et souvent beaucoup de procédés chimiques.
Pour les teintures, l'industrie du textile utilisent surtout des procédés chimiques comme la technique du blanchissement, ainsi que des substances comme des colorants azoïques ou encore les éthoxylates de nonylphmol pour fixer les couleurs. Second pollueur de l'industrie, les procédés de teintures sont aussi très gourmande en eaux. Des techniques de teintures sans eaux sont en cours de développement.
A moins que l'entreprise donne des informations, fiables, au sujet de la production des vêtements, le consommateur n'a pas de moyens de vérifier l'aspect écologique de la production. Cependant, des labels (Oeko-Tex, GOTS) permettent de certifier les vertus écologiques de cette production,.

## Respect de la nature, respect des humains
La littérature sur le vêtement biologique fait souvent le lien avec l'impact social de ce type de vêtement; notamment en révélant son opposé. La fast-fashion qui est un système incompatible avec la mode écoresponsable est souvent considérée comme un désastre humain. La plupart des entreprises de mode ont délocalisé leurs usines de production à l'étranger, souvent dans des pays en voie de développement où les lois sociales et du travail ne sont pas aussi strictes que dans les pays développés.

### Exploitation des femmes et des filles
Au Bangladesh, sur 35 millions d'ouvriers du textile, 80% d'entre eux sont des femmes. Il est estimé qu'une femme meurt tous les deux jours dans ces ateliers pour des causes directement liées à son travail (maladies, accident...). C'est au Bangladesh, à Dacca, que le drame du Rana Plaza a eu lieu, mettant le doigt sur les conditions de travail dans le monde de la mode; et révélant la responsabilité des grandes entreprises occidentales. Lors de ce drame, la plupart des victimes étaient des femmes,.
En Inde, les 4 600 usines de textiles emploient plus de 50 000 femmes.

### Le salaire
La délocalisation de la production permet aux entreprises d'embaucher beaucoup d'ouvriers et ouvrières à moindre coup. En 2021, on compte seulement 2% des employés qui touchent un salaire suffisant pour vivre (qui permet de payer le loyer, se nourrir, s'hydrater, se vêtir, s'éduquer, se soigner, bénéficier d'une protection sociale, se déplacer...).
Si le salaire minimal (SMIC) en France s'élevait en 2021 à 19074€ brut annuel, des pays comme l’Éthiopie ont un salaire minimal moyen d'environ 26 dollars, soit environ 22 euros l'année.
Des entreprises ayant pour objectif de faire une mode plus vertueuse vendent leurs produits plus cher, d'une part pour la fabrication avec des matériaux plus couteux mais de meilleures qualités, mais aussi pour payer correctement tous les acteurs de la production.